# Црни Пантери (филм из 1968)
Црни пантери је кратки документарни филм из 1968. године у режији Ањес Варде. Филм се фокусира на Партију Црних пантера у Оукланду, Калифорнија, током протеста због хапшења суоснивача Хјуија П. Њутна због убиства полицајца Џона Фреја 1967. године.

## Резиме
У лето 1968. људи стижу у Оукланд да протестују због хапшења Хјуија П. Њутна. Њутн је интервјуисан и говори о свом лошем третману док је био у затвору и говори о идеалима покрета Црни пантер који укључује заштиту црне заједнице од полиције, информисање о њиховим правима и искориштавање дозволе за ношење ватреног оружја.
Други људи су интервјуисани, укључујући Кетлин Кливер која говори о покрету природне косе и све већем значају жена на позицијама ауторитета у покрету Црних пантера. Филм се завршава тако што је Њутн осуђен за убиство из нехата и злочин из мржње када су два полицајца пуцала на канцеларију Црних пантера, на чијем је прозору била Њутнова слика.

## Развој
Варда и њена екипа снимили су филм 1968. године током њеног боравка у Калифорнији док је њен супруг Жак Деми био у Холивуду радио на филму Модел Шоп.